# Snuten i Hollywood III
Snuten i Hollywood III (engelska: Beverly Hills Cop III) är en amerikansk actionkomedifilm som hade biopremiär i USA den 25 maj 1994, i regi av John Landis med Eddie Murphy och Judge Reinhold i huvudrollerna.

## Handling
Den snabbkäftade Detroit-polisen Axel Foley (Eddie Murphy) lyckas på något sätt alltid hamna i Beverly Hills polisdistrikt. De lokala poliserna där är inte överförtjusta i att Axel kommer på besök, men han får hjälp av William 'Billy' Rosewood (Judge Reinhold).
Axel Foley jagar sin chefs mördare, och hamnar på en nöjespark i Beverly Hills. William 'Billy' Rosewood gör sitt bästa för att hjälpa till.

## Om filmen
- Snuten i Hollywood III regisserades av John Landis.
- Filmen hade Sverigepremiär den 2 september 1994.[2]

## Rollista (urval)
- Eddie Murphy - Axel Foley
- Judge Reinhold - William 'Billy' Rosewood
- Timothy Carhart - Ellis DeWald
- Héctor Elizondo - Jon Flint
- Jon Tenney - Levine
- Joey Travolta - Giolito
- Eugene Collier - Leppert
- Jimmy Ortega - Rondell
- Ousaun Elam - Pederson
- Ray Lykins - Nixon
- Tim Gilbert - McKee
- Rick Avery - Cline
- Gilbert R. Hill - Douglas Todd
- Symba Smith - Annihilator Girl
- George Lucas - Wonderworld-besökare

### Fotnoter
1. ↑  ”Beverly Hills Cop III” (på engelska). Box Office Mojo. 25 maj 1994. http://www.boxofficemojo.com/movies/?id=beverlyhillscop3.htm. Läst 10 september 2016.
2. ↑  ”Beverly Hills Cop III”. Svensk filmdatabas. 2 september 1994. http://www.sfi.se/sv/svensk-filmdatabas/Item/?type=MOVIE&itemid=19526. Läst 10 september 2016.